# (35504) 1998 FF43
1998 FF43 (asteroide 35504) é um asteroide da cintura principal. Possui uma excentricidade de 0.17967020 e uma inclinação de 13.15153º.
Este asteroide foi descoberto no dia 20 de março de 1998 por LINEAR em Socorro.